# White trash
White trash er et nedsættende ord, som anvendes i USA og betegner fattige, hvide mennesker med lav eller ingen uddannelse, som lever et fattigt liv – både materielt, åndeligt og kulturelt. 

## Baggrund
Termen white trash eller poor white trash har sin oprindelse i USA i begyndelsen af 1800-tallet, hvor udtrykket blev anvendt om fattige, hvide arbejdere i Sydstaterne, som blandt andet kunne arbejde på slavelignede vilkår for lokale godsejere. Oxford English Dictionary definierer udtrykket som "et foragteligt tilnavn, som de sorte i USA gav fattige hvide mennesker", og som eksempel nævnes forfatteren og skuespilleren Fanny Kembles dagbog fra 1833: "Slaverne selv udtrykker den største foragt for de hvide tjenestefolk, som de betegner som poor white trash." I kildedokumentationen for romanen Onkel Toms hytte, A Key to Uncle Tom's Cabin (1853), anvender Harriet Beecher Stowe "poor white trash" som rubrik til kapitel 10 i del 3.